# Eleição para governador da Luisiana em 1999
A eleição para governador do estado americano da Luisiana em 1999 foi realizada em 3 de outubro.
Mike Foster foi reeleito governador da Luisiana.

## Resultados

### Primeiro turno
| Candidato a governador(a) | Votos   | Porcentagem |
| ------------------------- | ------- | ----------- |
| Mike Foster R             | 805.203 | 62,17%      |
| Bill Jefferson D          | 382.445 | 29,53%      |
| Tom Greene R              | 35.434  | 2,74%       |
| Phil Preis D              | 23.445  | 1,81%       |
| Berl Bush D               | 12.496  | 0,96%       |